# 石坂聡
石坂 聡（いしざか さとし、1967年〈昭和42年〉1月28日 - ）は、日本の建設・国土交通技官。

## 来歴
東京都出身。1989年（平成元年）、東京大学工学部卒業。国家公務員採用Ⅰ種試験(建築)に合格し、同年4月建設省に入省。
入省後、兵庫県庁、都市局、道路局、与野市役所、厚生労働省で勤務し、与野市理事、厚生省老人保健福祉局老人福祉振興課課長補佐、国土交通省住宅局住宅生產課建築環境企画室長、同局安心居住推進課長、同局住宅生産課長、国土交通省大臣官房審議官（住宅局担当）などを歴任。20年間にわたって住宅行政に携わり、都市局では用途地域を8種類から12種類に細分化することなどを盛り込んだ都市計画法改正、道路局では道路構造、ETC、道路交通情報通信システム、電線類地中化法、出向先の厚生労働省では介護保険制度、老人ホーム、健康長寿のまちづくりなどに携わった。
2023年（令和5年）7月4日、住宅局長に就任。
2024年（令和6年）7月1日、内閣府地方創生推進事務局長に就任。2025年（令和7年）7月1日、国土交通省大臣官房付に異動し、即日辞職。

## 年譜
基本的な出典
- 1990年
  - 03月：東京大学工学部卒業
  - 04月：建設省入省
- 1996年04月：与野市理事
- 1999年04月：厚生省老人保健福祉局老人福祉振興課長補佐
- 2000年04月：厚生省老人保健福祉局振興課長補佐
- 2001年01月：厚生労働省老健局振興課長補佐
- 2002年07月：国土交通省住宅局住宅生産課長補佐
- 2004年07月：国土交通省住宅局建築指導課建築物防災対策室課長補佐
- 2005年10月：国土交通省住宅局住宅総合整備課企画専門官
- 2006年04月：国土交通省住宅局総務課企画専門官
- 2009年04月：国土交通省住宅局市街地建築課企画専門官
- 2012年07月：国土交通省住宅局総務課証券化支援対策官
- 2014年07月：国土交通省住宅局住宅総合整備課公共住宅事業調整官
- 2015年07月：国土交通省住宅局住宅生産課建築環境企画室長
- 2016年06月：国土交通省住宅局市街地建築課市街地住宅整備室長
- 2017年07月：国土交通省住宅局安心居住推進課長[7]
- 2018年07月15日：国土交通省住宅局住宅総合整備課長[8]
- 2019年07月31日：国土交通省住宅局市街地建築課長[9]
- 2020年07月21日：国土交通省住宅局住宅生産課長[10]
- 2021年07月01日：国土交通省大臣官房審議官（住宅局担当）[11]
- 2023年07月04日：国土交通省住宅局長[12]
- 2024年07月01日：内閣府地方創生推進事務局長[3]
- 2025年07月01日：国土交通省大臣官房付・即日辞職[4]